# Suchohrad
Suchohrad es un municipio del distrito de Malacky en la región de Bratislava, Eslovaquia, con una población estimada a final del año 2024 de 683 habitantes.
Se encuentra ubicado al norte de la región, en el valle del río Morava y cerca de la frontera con la región de Trnava y con Austria.

## Demografía
| Año        | 1994 | 2004    | 2014     | 2024    |
| ---------- | ---- | ------- | -------- | ------- |
| Población  | 540  | 573     | 647      | 683     |
| Diferencia |      | +6,11 % | +12,91 % | +5,56 % |

| Año        | 2023 | 2024    |
| ---------- | ---- | ------- |
| Población  | 691  | 683     |
| Diferencia |      | −1,15 % |